# Novoorihivka, Lubnî
Novoorihivka (în ucraineană Новооріхівка) este localitatea de reședință a comunei Novoorihivka din raionul Lubnî, regiunea Poltava, Ucraina.

## Demografie
Componența lingvistică a localității Novoorihivka
     Ucraineană (96,55%)
     Rusă (2,06%)
     Belarusă (1,03%)
     Alte limbi (0,12%)
Conform recensământului din 2001, majoritatea populației localității Novoorihivka era vorbitoare de ucraineană (96,55%), existând în minoritate și vorbitori de rusă (2,06%) și belarusă (1,03%).